# Loparex Germany
Loparex Germany ist ein Teil der Loparex-Gruppe, ein Hersteller von Trennfolien und -papieren sowie technischen Folien. Der Unternehmenssitz der Firma befindet sich im oberfränkischen Forchheim.

## Geschichte
Die Ursprünge des Unternehmens gehen auf die im Jahre 1854 gegründete Spiegelglas- und Folienschlägerei Forchheim zurück. Die Fabrik wurde von den beiden Fürthern Moritz Frankenthal und Joseph Pfeifer Morgenstern gegründet. Sie kauften eine der 22 Wiesentmühlen in Forchheim auf und bauten sie für die Folienherstellung um. In die Konzession investierten zur damaligen Zeit rund 11.000 Bayrische Gulden, was heute in etwa 500.000 Euro entspricht. So konnten Moritz Frankenthal und Joseph Pfeifer Morgenstern mit der Herstellung von Zinnfolien beginnen, die für das Spiegelglas mit Quecksilber belegt wurden.
Im Jahr 1858 trat Joseph Pfeifer Morgenstern seinen halben Anteil am Unternehmen an seinen Bruder David Morgenstern für rund 9.000 Gulden ab. Drei Jahre später erwarb er auch die Unternehmensanteile von Moritz Frankental und war damit alleiniger Firmeninhaber. Die Firmenbezeichnung lautete daraufhin: Dr. David Morgenstern Spiegelglas und Folienfabrik, offene Handelsgesellschaft mit dem Sitz in Fürth.
In den darauffolgenden Jahren investierte das Unternehmen sowohl in Grundfläche als auch in Produktionsanlagen, um dem steigenden Bedarf gerecht werden zu können. Durch zunehmende Anfragen wurden ab 1912 die metallischen Folien nicht mehr gehämmert, sondern als Rollenware produziert.
Im Jahr 1938 wurde der Folienhersteller im Rahmen der Enteignung und Verfolgung jüdischer Menschen in Deutschland „arisiert“ und vom niederländisch-britischen Konzern Unilever für rund 590.000 Reichsmark übernommen und unter dem Namen „Folienfabrik Fürth-Forchheim mbH“ in das Handelsregister aufgenommen.
Im Juli 1951 wurde der Sitz der Firma von Fürth nach Forchheim verlegt, der Firmenname änderte sich entsprechend in „Folienfabrik Forchheim GmbH“.
Zum 1. Dezember 1972 wurde die Folienfabrik Forchheim in „4P Folie Forchheim GmbH“ umbenannt. 1992 wurde die 4P Folie Forchheim GmbH an die niederländische Van Leer-Gruppe verkauft. Sieben Jahre später schloss sich Van Leer dann dem finnischen Konzern Huhtamäki an.
Im Sommer 2014 teilte Huhtamäki mit, dass zukünftig verstärkt Verpackungen für Lebensmittel produzieren werden. Damit gab der Konzern die Sparte Huhtamäki Films zum Verkauf frei.
Im Januar 2015 wurde Huhtamäki Films für 141 Millionen Euro an die Deutsche Beteiligungs AG und den von ihr beratenen DBAG Fund VI verkauft.
Das britische Investmentunternehmen Pamplona Capital Management („Pamplona“) übernahm Infiana im Jahr 2019 von der Deutschen Beteiligungs AG. Nach diesem Management-Buy-Out produzierte das Unternehmen unter dem Namen „Infiana“ Trenn- sowie Spezialfolien. Zeitgleich schloss Pamplona die Übernahme von Loparex aus Fonds ab, die von der Intermediate Capital Group (ICG) verwaltet wurden. Seit März 2020 ist der Produktionsstandort Loparex Germany in Forchheim ein offizieller Teil der Loparex-Organisation und firmiert seitdem unter dem Namen „Loparex Germany GmbH & Co. KG“.

## Produktion
Loparex Germany produziert vorwiegend Trenn- und Spezialfolien. Diese werden für Verpackungen und als Komponente von Hygieneprodukten, als Trenn- und Oberflächenfolien für Anwendungen in der Bauindustrie und als Trennfolie bei technischen Klebebändern und Spezialetiketten genutzt.

## Auszeichnungen
- 2015: Die innovativsten deutschen Mittelständer – Platz 3[8]
- 2016: AIMCAL Technology of the Year Award[9]
- 2017:  Die 25 innovativsten Mittelständler Deutschlands – Platz 4[10]
- 2017: ICE Jubilee Award[11]
- 2016, 2017, 2018, 2020 – TOP 100 innovativste Unternehmen des deutschen Mittelstands[12]